# Damu Cherry
Damu J. Cherry (Tampa, 29 november 1977) is een Amerikaanse atlete, die gespecialiseerd is in het hordelopen. Zij nam eenmaal deel aan de Olympische Spelen, maar won hierbij geen medailles.

## Biografie
In 2000 voltooide Cherry haar studie aan de Universiteit van South Florida. Een jaar eerder maakte ze haar internationale debuut bij de atletiek. In 2003 werd ze bij een wedstrijd in Gainesville positief getest op het gebruik van anabole steroïde. Op 26 november 2003 sprak de IAAF een 2-jarige schorsing uit (van 21 augustus 2003 tot 20 augustus 2005).
In 2006 werd ze zevende op de 100 m horden bij het WK indoor in Moskou. Later dat jaar werd ze tweede bij de wereldatletiekfinale in Stuttgart (achter haar landgenote Michelle Perry) en verbeterde ze haar persoonlijk record van 12,44 op de 100 m horden in Lausanne.
Bij de Amerikaanse Olympische selectiewedstrijden werd Cherry tweede op de 100 m horden en plaatste zich hiermee voor de Olympische Spelen van 2008 in Peking. In Peking dwong ze een finale plaats af, maar moest daar met 12,65 genoegen nemen met een vierde plaats. Ze kwam slechts 0,01 seconde te kort voor een bronzen medaille. De wedstrijd werd gewonnen door haar landgenote Dawn Harper in een tijd van 12,54.
Ze wordt getraind door olympisch kampioen Dennis Mitchell.

## Persoonlijke records
Outdoor
| Onderdeel    | Prestatie | Datum         | Plaats       |
| ------------ | --------- | ------------- | ------------ |
| 100 m        | 11,53 s   | 14 april 2007 | Coral Gables |
| 100 m horden | 12,44 s   | 11 juli 2006  | Lausanne     |

Indoor
| Onderdeel   | Prestatie | Datum            | Plaats       |
| ----------- | --------- | ---------------- | ------------ |
| 55 m        | 6,86 s    | 18 januari 2003  | Gainesville  |
| 60 m        | 7,54 s    | 15 februari 2003 | Fayetteville |
| 55 m horden | 7,51 s    | 26 januari 2008  | Gainesville  |
| 60 m horden | 7,85 s    | 10 februari 2008 | Karlsruhe    |

## Palmares

### 60 m horden
- 2006: 7e WK indoor - 7,95 s

### 100 m horden
Kampioenschappen
- 2006:  Wereldatletiekfinale - 12,56 s
- 2008: 4e OS - 12,65 s

Golden League-podiumplekken
- 2006:  Meeting Gaz de France – 12,62 s
- 2006:  Weltklasse Zürich – 12,83 s
- 2009:  ISTAF – 12,76 s
- 2009:  Bislett Games – 12,68 s